# Sergio Bergamelli
Sergio Bergamelli (Alzano Lombardo, 16 agosto 1970) è un ex sciatore alpino italiano specialista delle gare tecniche.

## Biografia
Sergio Bergamelli, originario di Trescore Balneario, proviene da una famiglia di grandi tradizioni nello sci alpino: è fratello di Norman, Giancarlo e Thomas, a loro volta sciatori alpini.

### Stagioni 1988-1992
Bergamelli esordì in campo internazionale ai Mondiali juniores di Madonna di Campiglio 1988, dove vinse la medaglia d'argento nel supergigante. L'anno dopo nella rassegna iridata giovanile di Alyeska 1989 conquistò la medaglia d'oro nello slalom speciale e quella di bronzo nello slalom gigante.
In Coppa del Mondo ottenne il primo risultato di rilievo il 23 novembre 1991 a Park City in slalom gigante (11º) e ottenne l'unica vittoria di carriera, nonché unico podio, il 4 gennaio 1992 a Kranjska Gora nella medesima specialità, giungendo davanti allo svizzero Hans Pieren di 2,22 secondi e al compagno di squadra Alberto Tomba; nella stessa stagione partecipò ai XVI Giochi olimpici invernali di Albertville 1992, sua prima presenza olimpica, classificandosi 17º nello slalom gigante.

### Stagioni 1993-2001
Ai XVII Giochi olimpici invernali di Lillehammer 1994, sua ultima presenza olimpica, si piazzò 16º nello slalom gigante; nelle successive stagioni non ottenne più risultati di massimo livello e alternò le partecipazioni alla Coppa del Mondo con quelle alla Coppa Europa (dove conquistò l'ultima vittoria il 13 febbraio 1999 a Sella Nevea in slalom speciale e l'ultimo podio il 16 febbraio successivo a Ravascletto in slalom gigante, 3º) e in altri circuiti minori.
Ai Mondiali di Sankt Anton am Arlberg 2001, sua unica partecipazione iridata, fu 17º nello slalom gigante; terminò l'attività agonistica al termine di quella stessa stagione e la sua ultima gara in carriera fu lo slalom speciale di Coppa del Mondo disputato a Shigakōgen il 18 febbraio, che non completò.

## Palmarès

### Mondiali juniores
- 3 medaglie:
  - 1 oro (slalom speciale ad Alyeska 1989)
  - 1 argento (supergigante a  Madonna di Campiglio 1988)
  - 1 bronzo (slalom gigante ad Alyeska 1989)

### Coppa del Mondo
- Miglior piazzamento in classifica generale: 43º nel 1992
- 1 podio:
  - 1 vittoria

#### Coppa del Mondo - vittorie
| Data           | Località      | Paese    | Specialità |
| -------------- | ------------- | -------- | ---------- |
| 4 gennaio 1992 | Kranjska Gora | Slovenia | GS         |

Legenda:

GS = slalom gigante

### Coppa Europa
- Miglior piazzamento in classifica generale: 4º nel 1990
- 4 podi (dati parziali fino alla stagione 1993-1994):
  - 1 vittoria
  - 3 terzi posti[3]

#### Coppa Europa - vittorie
| Data             | Località    | Paese  | Specialità |
| ---------------- | ----------- | ------ | ---------- |
| 13 febbraio 1999 | Sella Nevea | Italia | SL         |

Legenda:

SL = slalom speciale

### Campionati italiani
- 2 medaglie[4]:
  - 1 oro (slalom gigante nel 1995)
  - 1 bronzo (slalom gigante nel 1999)